# Hans-Georg Mannaberg
Hans-Georg Mannaberg (* 24. Dezember 1912 in Rixdorf; † 18. August 1942 in Berlin-Plötzensee) war ein deutscher Kommunist und Widerstandskämpfer gegen das NS-Regime.

## Leben

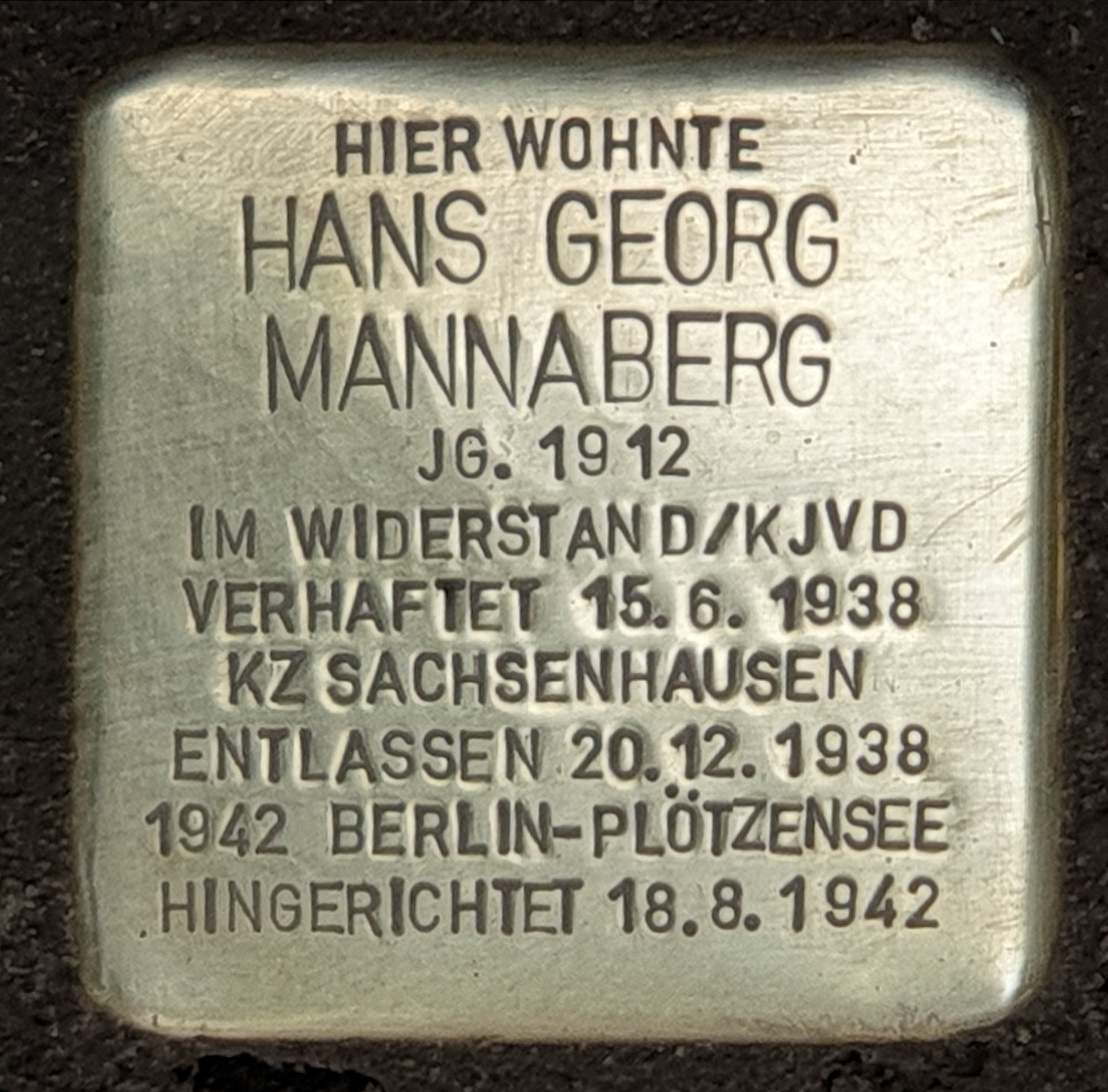
Stolperstein am Haus, Donaustraße 12, in Berlin-Neukölln

Der Schriftsetzer Mannaberg gehörte in der Weimarer Republik dem Kommunistischen Jugendverband Deutschlands (KJVD) in Berlin an. Nach der „Machtergreifung“ der Nationalsozialisten 1933 beteiligte er sich am kommunistischen Widerstandskampf und arbeitete eng mit Hilde Jadamowitz, Werner Steinbrink und Hans-Georg Vötter zusammen. Mannaberg wurde am 15. Juni 1938 verhaftet und verbrachte ein halbes Jahr im KZ Sachsenhausen. Nach seiner Entlassung am 20. Dezember 1938 setzte er mit seinen Freunden die illegale Tätigkeit fort. Nach Ausbruch des Zweiten Weltkrieges nutzte er seine Arbeit in einer Druckerei, um Drucktypen und Papier zu beschaffen. Die Gruppe verfasste und druckte Flugblätter, die unter anderem an deutsche Soldaten an der Front verschickt wurden und zum bewaffneten Kampf aufriefen. In Berlin wurden Klebezettel her mit der Losung „Hitler führt uns in das Massengrab!“ verteilt, die von Hans Georg Mannaberg gedruckt wurden. Diese Klebezettel wurden an Arbeitsplätzen und in Telefonzellen verbreitet sowie an Mauern und Zäunen angebracht.
Hans Georg Mannaberg gab sich den Tarnnamen "Adler", nach seinem von der SA erschlagenen Stiefvater, Joseph Adler. Der Name Hans Adler steht auf dem Gedenkstein für die ermordeten Mitglieder der Herbert-Baum-Gruppe.
Im Zusammenhang mit der Aktion der Gruppe Herbert Baum gegen die NS-Propagandaausstellung „Das Sowjetparadies“ wurde Hans-Georg Mannaberg 1942 verhaftet, zum Tode verurteilt und hingerichtet.

## Gedenken
Am 22. Mai 2025 wurden vor seinem ehemaligen Wohnort, Berlin-Neukölln, Donaustraße 12, ein Stolpersteine für ihn und seine Frau verlegt.